# Liriomyza borealis
Liriomyza borealis är en tvåvingeart som först beskrevs av Malloch 1913.  Liriomyza borealis ingår i släktet Liriomyza och familjen minerarflugor.
Artens utbredningsområde är British Columbia. Inga underarter finns listade i Catalogue of Life.